# Playa de O Tombo do Gato
La playa de O Tombo do Gato (también conocida como arenal del Pincho del Gato o playa de la Fuente) está situada en la parroquia de Alcabre, en el municipio gallego de Vigo. Es una de las playas de Vigo que cuenta con Bandera Azul.

## Características

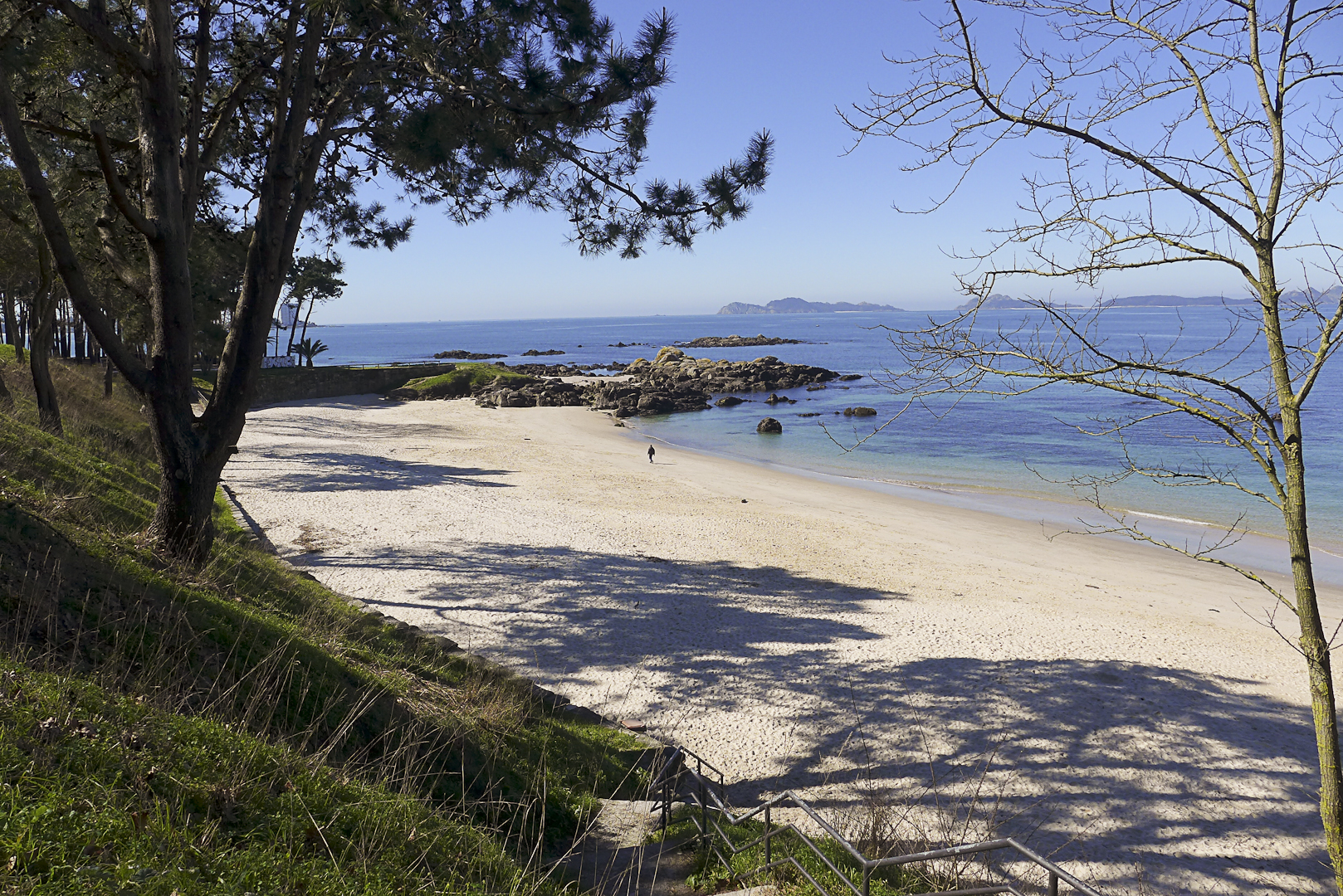
Playa de O Tombo do Gato.

El arenal cuenta con 180 metros de longitud y conserva parte de su zona arenosa con las pleamares. Su lecho, al igual que en el resto de las playas colindantes, está compuesto por finas y blancas arenas. Se encuentra bordeada por una gran duna fijada por pinos que le dan un carácter natural a pesar de la masificación que sufre durante los veranos.

## Servicios
Cuenta con rampas de acceso, servicios de limpieza y vigilancia, duchas, papeleras y alquileres náuticos.

## Accesos
Al arenal se accede en vehículo rodado por la avenida de Samil y dispone de zonas de aparcamiento, los últimos metros de acceso a la playa se deben realizar a pie.
Los autobuses urbanos de Vitrasa que prestan servicios a esta playa son las siguientes líneas: L10, C15A, C15B y C15C durante todo el año; C3 durante la época estival; y las líneas nocturnas CN1 y CN2.

## Otros
Un bello paseo litoral circula sobre la playa en dirección a las playas de Alcabre. Playa asociada a la mágica noche de San Juan.